# Marianów (gmina Głowaczów)
Marianów – wieś sołecka w Polsce, położona w województwie mazowieckim, w powiecie kozienickim, w gminie Głowaczów.
W latach 1975–1998 miejscowość należała administracyjnie do województwa radomskiego.
Wieś posiada połączenia PKS.
W Marianowie urodził się Eugeniusz Dziekan – polski lekarz i urzędnik państwowy, senator II kadencji (1991–1993).
Wierni kościoła rzymskokatolickiego należą do parafii Matki Bożej Anielskiej w Cecylówce.